# Mandlkogel
Il monte Mandlkogel si trova a 2.279 m sopra il livello del mare. È un'alta montagna nei monti del Dachstein, al confine tra le regioni austriache dell'Alta Austria e del Salisburghese, collocato nel massiccio del Gosaukamm.  La vetta si trova nei comuni di Annaberg-Lungötz (Salisburgo) e Gosau (Alta Austria). Come punti di partenza per la salita nelle vicinanze si trovano la Stuhlalm e la Theodor-Körner-Hütte . La via normale conduce da sud sul Mandlkogelsteig. Nell'ottobre del 1913 l'alpinista austriaco Paul Preuss vi cadde mortalmente nella parte superiore della cresta mentre tentava la prima salita della cresta nord.

## Geografia
Il Gosaukamm è una catena montuosa relativamente corta in lunghezza, la catena forma uno sfondo imponente alla valle e alla città di Gosau. Il suo punto più alto raggiunge i 2.458 m. La vetta si trova in Austria 1,2 km a est della vetta Däumling. Il rifugio più vicino è l'Hofpürglhütte, situato 3 km a sud-sudovest. Un po' più lontano c'è l'Ebenalm. Anche il ghiacciaio Großer Gosaugletscher si trova 5 km a est-sud-est della vetta. A sud-sud-est della vetta si trova la valle del Preunegg. Il Manndlkogel è' una vetta poco visitata nel massiccio del Dachstein. Da lontano il Mandlkogel presenta uno sperone dalla sagoma fiera, attraente quanto le cime delle Dolomiti. Da vicino il versante settentrionale del Mandlkogel non presenta una roccia perfetta, il calcare è fragile. Come punti di partenza per la salita nelle vicinanze si trovano la Stuhlalm e la Theodor-Körner-Hütte mentre la via normale conduce da sud sul Mandlkogelsteig.